# التحالف الدولي للإعاقة
يعد التحالف الدولي للإعاقة (IDA)، الذي تم إنشاؤه في عام 1999، منظمة جامعة تركز على تحسين الوعي وحقوق الأشخاص ذوي الإعاقة في جميع أنحاء العالم. يعمل التحالف مع المنظمات غير الحكومية، والمنظمات فوق الوطنية مثل الأمم المتحدة (الأمم المتحدة)، وكذلك حكومات الولايات من أجل وضع التشريعات، وتمويل برامج الإعاقة في البلدان النامية والصناعية، التوعية بحقوق الأشخاص ذوي الإعاقة حول العالم. يعمل التحالف عن كثب مع الأمم المتحدة، ولا سيما أنها تستخدم اتفاقية الأمم المتحدة لحقوق الأشخاص ذوي الإعاقة (UNCRPD) كقانون.
في 7 يونيو 2013، أصبح التحالف الدولي للإعاقة مدمجا قانونًا ومنح الوضع القانوني ككيان. ما يعنيه أنه يتمتع بقوة أكبر في قدرته على التفاوض لبنود أفضل للأشخاص ذوي الإعاقة.

## القيادة
نظرًا لأن التحالف هو أكثر من منظمة جامعة، فإن كل منظمة عضو لها الحرية في حكم نفسها. ومع ذلك، هناك أمانة حاكمة عالية،  مؤلفة من أربعة عشر شخصًا، ومقرها في نيويورك وجنيف تشرف على جدول الأعمال وتوجهه. رئيس هذه الأمانة هو مديرها التنفيذي فلاديمير كوك. الحاصل على درجة الماجستير في دراسات الإعاقة، وشغل سابقًا منصب مدير أمانة نيويورك في التحالف.
شارك فلاديمير كوك على نطاق واسع مع الأمم المتحدة في مهمتها المتمثلة في تحسين تنفيذ الممارسات التي تعمل على تحسين حياة الأشخاص ذوي الإعاقة. في خطاب ألقاه أمام الأمم المتحدة، أوضح كوك المشكلات في طريقة تصنيف الأمم المتحدة للأشخاص ذوي الإعاقة، قلقًا من أنها ستمنح الدول القدرة على عدم متابعة تنفيذ الإصلاحات الجديدة. «إذا لم نتمكن من تقديم توصيات واضحة، فإن الدول الأعضاء لديها مبرر لعدم تصنيف البيانات. لذلك بالنسبة لنا هذه إشارة تحذير، ونحن قلقون للغاية لأننا نشهد هذه الخلافات داخل منظومة الأمم المتحدة.» 
حضر كوك أيضًا اجتماعًا للجنة الدولية للصليب الأحمر دعا فيه الدول إلى اتخاذ تدابير لرعاية الأفراد ذوي الإعاقة أثناء الكوارث الطبيعية والأزمات الإنسانية. وقال كوك «في كل من الدول الغنية والفقيرة، نتلقى تقارير تفيد بأن الأشخاص ذوي الإعاقة هم آخر من يتم الوصول إليه وآخر من يتم إنقاذهم. ينتج عن هذا عدد غير متناسب من الوفيات للأشخاص ذوي الإعاقة.» 

## الرسالة
أنشأت اتفاقية حقوق الأشخاص ذوي الإعاقة إطار عمل يتعلق بكيفية معاملة البلدان للمعوقين. هدف المؤسسة هو تطبيق هذه القواعد على أساس كل دولة على حدة. في رسالة إلى مكتب المفوض السامي لحقوق الإنسان (UNOHCHR)، صرحت التحالف الدولي للإعاقة (IDA) بوضوح برسالته، «يتم قتل المواليد الجدد ذوي الإعاقة في مناطق مختلفة في جميع أنحاء العالم بسبب عدم رغبة أو قدرة الأسرة أو استعدادها لرعاية طفل يعتبر عبئا». مهمة التحالف الدولي للإعاقة هي تغيير الطريقة التي ينظر بها الأشخاص إلى الأشخاص ذوي الإعاقة. في العديد من الأماكن حول العالم، يُعتبر الأشخاص ذوو الإعاقة معيبين أو كما وصفه التحالف الدولي للإعاقة «عبئًا». من خلال مبادرته لعام 2030، يأمل التحالف في تقديم خدمات جديدة لإزالة شعور الخزي ذلك بحلول عام 2030.
يعمل التحالف على مساعدة الأمم المتحدة على تنفيذ أهداف التنمية المستدامة (SDG) التي توفر إطارًا لمعايير يجب على الدول الالتزام بها. يهتم التحالف بشكل خاص بالهدف رقم 8 الذي يذكر على وجه التحديد الأشخاص ذوي الإعاقة الذين لديهم القدرة على أن يصبحوا أعضاء مساهمين في المجتمع

## الدعم المسبق
ضغط التحالف الدولي للإعاقة إلى جانب المنظمات الأعضاء فيه على مجلس حقوق الإنسان التابع للأمم المتحدة من أجل الدعوة إلى المعاملة العادلة للنساء والأطفال ذوي الإعاقة. تم تقديم هذا الاقتراح إلى لجنة الأمم المتحدة لحقوق الطفل ولجنة القضاء على التمييز ضد المرأة والممارسات الضارة. تركز هذه اللجنة على المعاملة العادلة للمرأة، لكن المؤسسة الدولية للتنمية وسعت هذا لتشمل النساء ذوات الإعاقة لأن هذه الفئة من السكان ضعيفة بشكل خاص. يعرض الاقتراح العديد من الممارسات المروعة التي يرغبون في إلغاؤها مثل اغتصاب النساء ذوات الإعاقة والإجهاض القسري للأطفال الذين سيصبحون معاقين.
في عام 2018، قام التحالف الدولي للصم بالاشتراك مع الاتحاد الدولي للإعاقة والتنمية، بكتابة ورقة موقف تركز على حاجة البلدان إلى تغيير ممارساتها التمويلية من أجل استيعاب الأشخاص ذوي الإعاقة بشكل أفضل. تشمل هذه المواضيع تغيير صياغة القوانين لضمان حق الأشخاص ذوي الإعاقة في الوصول إلى البرامج الاجتماعية. في العديد من البلدان المتقدمة، لا يُمنع أي مواطن من الوصول إلى البرامج الاجتماعية مثل الرعاية الاجتماعية، ولكن في ظل البلدان النامية لا يوجد هذا الحق.

## المشاريع الحالية
من خلال الاتحاد العالمي للصم (WFD)، يتلقى التحالف الدولي للإعاقة الأموال من الحكومة الفنلندية لتوفير الموارد للصم في الجزائر وليبيا وموريتانيا والمغرب وتونس.
تعمل منظمة عضو مختصة ب متلازمة داون (DSI) على إنشاء بروتوكول دولي لصحة القلب للأفراد المصابين بمتلازمة داون. هذا من شأنه أن يعطي الأطباء في جميع أنحاء العالم مجموعة من الإرشادات حول كيفية علاج الأشخاص المصابين بمتلازمة داون.
تقدمت منظمة Inclusion International بتدخل طرف ثالث في قضية المحكمة الرومانية ستويان ضد رومانيا من أجل الدعوة إلى مزيد من الإدماج في نظام المدارس الرومانية.
يخطط التحلف الدولي للإعاقة إلى جانب المملكة المتحدة لاستضافة قمة عالمية، مع قادة العالم والشركات، من أجل تعزيز قضية حقوق الأفراد ذوي الإعاقة.
في يناير 2018، التق التحالف الدولي للإعاقة مع مدافعين آخرين عن حقوق المعاقين، وقدمت دراسات حالة للأشخاص ذوي الإعاقة في مختلف البلدان في جميع أنحاء العالم. لقد فعلوا ذلك لتسليط الضوء على أوجه القصور في كيفية معالجة البلدان لقضايا الإدماج، وكذلك لتسليط الضوء على النمو في الحالات التي حدثت فيها تغييرات جيدة.

## المنظمات الأعضاء
- متلازمة داون الدولية (DSI)
- الدمج الدولية (II)
- الاتحاد الدولي لضعاف السمع (IFHOH)
- الاتحاد الدولي للسبينا المشقوقة واستسقاء الرأس (IF)
- الاتحاد العالمي للمكفوفين (WBU)
- الاتحاد العالمي للصم (WFD)
- الاتحاد العالمي للصم المكفوفين (WFDB)
- الشبكة العالمية للمستخدمين والناجين من الطب النفسي (WNUSP)

المنظمات الإقليمية الأعضاء هي:
- المنتدى الأفريقي للإعاقة (ADF)
- المنظمة العربية للمعوقين (AODP)
- المنتدى الأوروبي للإعاقة (EDF)
- شبكة أمريكا اللاتينية للمنظمات غير الحكومية للأشخاص ذوي الإعاقة وأسرهم (RIADIS)
- منتدى الإعاقة في المحيط الهادئ (PDF)

يعمل النحالف الدولي للإعاقة بالاشتراك مع هيئات الأمم المتحدة في اطلاع منظمات الأشخاص ذوي الإعاقة على وضع حقوق الأشخاص ذوي الإعاقة وفقًا لمعظم الملاحظات الحالية ووفقًا لأطراف المعاهدة الموقعة.

## روابط خارجية
- التحالف الدولي للإعاقة
- دمج الدولية